# Reilingen
Reilingen (tiếng Đức: [ˈʁaɪlɪŋən] ⓘ) là một đô thị nằm ở huyện Rhein-Neckar, thuộc bang Baden-Württemberg của Đức.